# Tom Belsø
Tom Belsø (ur. 27 sierpnia 1942 roku w Kopenhadze, zm. 11 stycznia 2020) – były duński kierowca wyścigowy. W 1972 został kierowcą Formuły 2. W roku 1973 jeździł w Formule 5000 dla zespołu Lola. Miał też wystartować w Grand Prix Szwecji dla zespołu Iso Marlboro, nie doszło to jednak do skutku, gdyż ostatecznie nie wniósł pieniędzy za start. W sezonie 1974 został zgłoszony do 4 Grand Prix, z czego zakwalifikował się do dwóch (Południowej Afryki – awaria sprzęgła na pierwszym okrążeniu, i Szwecji – ósme miejsce).